# Kirche in Borgfeld

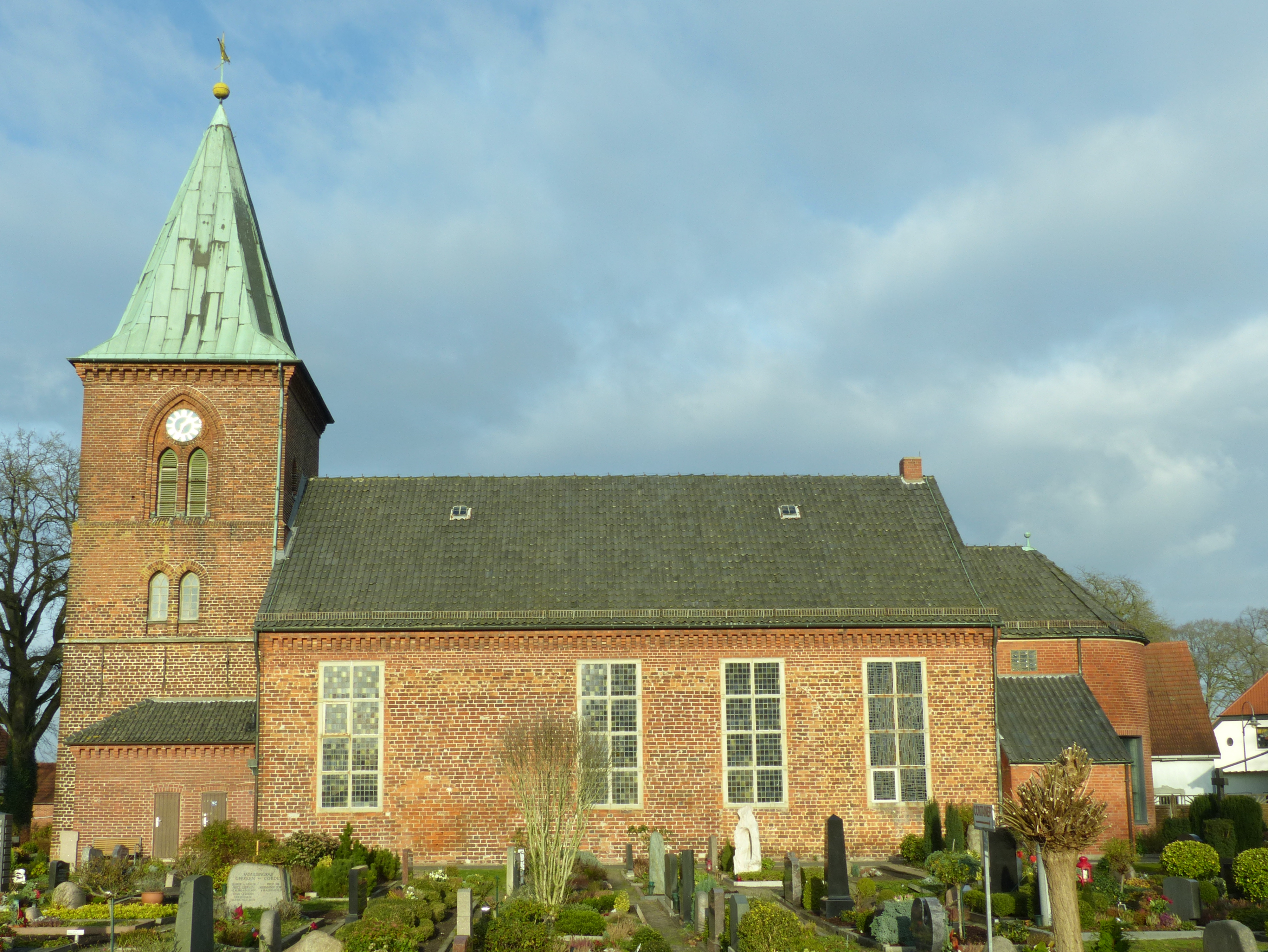
Kirche von Süden

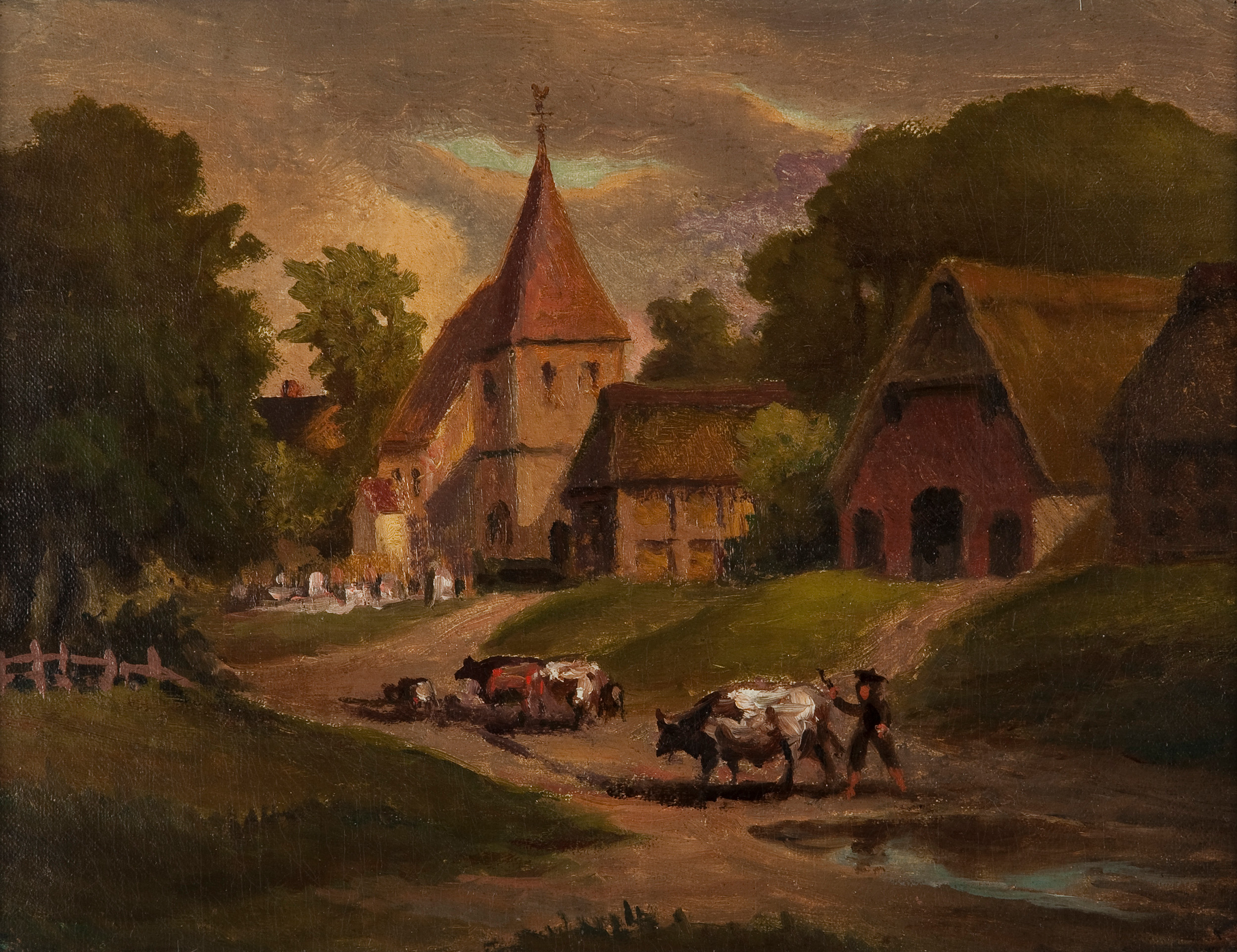
Kirche, Friedhof und Dorfstrasse Borgfeld. Gemälde von Johann Georg Walte um 1860 im Focke-Museum Bremen

Die ev. Kirche in Borgfeld in Bremen-Borgfeld, Borgfelder Landstraße 15, ist im Kern eine der älteren Kirchen in Bremen.
Das Gebäude steht seit 1973 unter Bremer Denkmalschutz.

## Geschichte

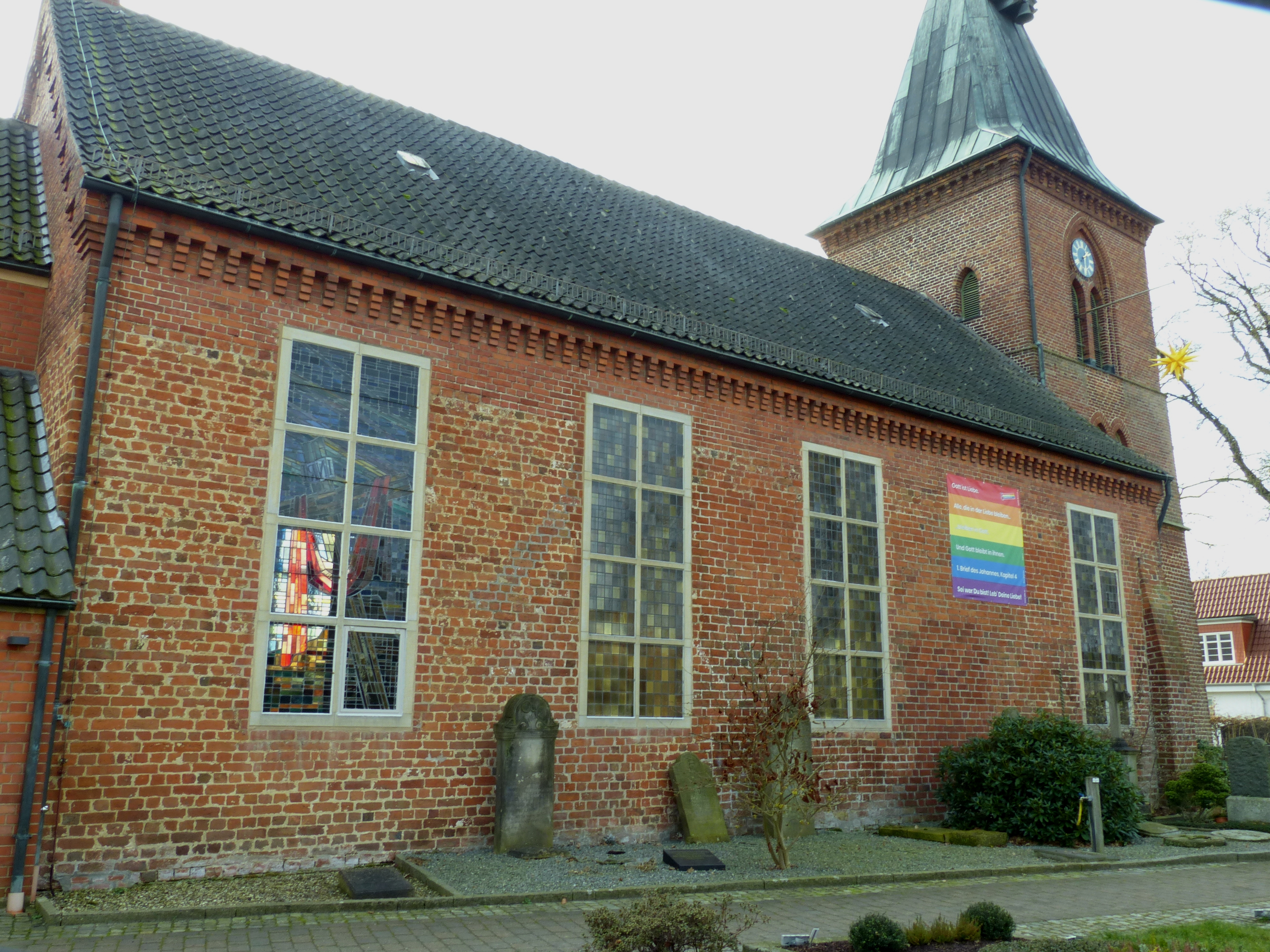
Schiff und Turm

Ab 1113 wurde das südlich der Wümme gelegene Borgfelder Gebiet durch Holländer im Auftrage des Erzbischofs entwässert und kultiviert. 1281 (nach anderen Quellen 1384) gab es erste Hinweise auf eine Kirche in Borgfeld. 

### Bauwerk
Die innen flach gedeckte Saalkirche aus Backstein besteht zwar bis knapp unter die Oberkanten der Fenster überwiegend aus mittelalterlichem Mauerwerk, aber von der mittelalterlichen Gestaltung ist nichts mehr zu erkennen. Ein eingerückter 3/8-Chor schließt das Kirchenschiff ab. 
Im Dreißigjährigen Krieg beschädigten 1627 kaiserliche Truppen das Dorf und die Kirche stark. Die Glocken gingen verloren. 1640 wurde der Kirchturm neu errichtet und neue Glocken aufgehängt, 1701 (datierte Maueranker) das Fachwerk des Turms durch einen Ziegelbau ersetzt. Von 1731 bis 1733 erfolgte die Verlängerung des Kirchenschiffs um mehr als die Hälfte des mittelalterlichen Baus. Borgfeld hatte zu dieser Zeit um die 90 Einwohner. 1896 wurde der Turm wiederum teilweise erneuert, das Kirchenschiff erhöht und die Chorapsis angebaut. Von diesem Umbau stammt das Traufenband mit seinen Blendbögen. Die größere der beiden 1899 gegossenen Glocken wurde 1918 im Ersten Weltkrieg eingeschmolzen. 1965 erfolgte eine neue Gestaltung des Altarraums. Die Schieferdeckung des Kirchturmes wurde durch eine Kupferhaube ersetzt. Die Fenster erhielten in etwa den Zustand des 18. Jahrhunderts.

### Innen
1965 entstand ein neuer Altarraum und die Fenster werden dem alten Zustand angenähert. 
Bei einer Kirchenrenovierung von 2017 wurde ein neues Farbkonzept umgesetzt und der Altarraum umgestaltet.

#### Kanzel
Die Kanzel stammt aus der im Zweiten Weltkrieg zerstörten St.-Paulikirche in der Neustadt und ersetzte einen 1896 verkauften Predigtstuhl. 1965 wurde sie ohne die ursprüngliche Treppe und den Schalldeckel auf einen gemauerten Sockel gestellt.
Der Kanzelkorb bildet sechs Seiten eines Achtecks. Sie sind unten mit Lambrequins dekoriert, die mit Muscheln und Schnecken oder Blüten und Früchten gefüllt sind. Darüber wechseln rechteckig gerahmte, zarte Lorbeerzweige mit luftigem, arabeskenartig angeordnetem Rankenwerk ab. Diese Ornamente weisen auf eine Entstehungszeit um 1700 hin.

#### Orgel
Die Orgel mit zwei Manualen und 17 Registern von 1970 stammt von Alfred Führer.

### Friedhof
Der kleine Friedhof der Kirchengemeinde, Katrepeler Landstraße 9, wird noch belegt. Er soll parkähnlich umgestaltet werden.

## Kirchengemeinde
Die Evangelische Kirchengemeinde Bremen-Borgfeld unterhält einen Kindergarten. Bastel- und Töpfergruppe, Theatergruppe, Instrumentalensemble, Jugendgruppe Literaturkreis, Seniorenkreis, Kinder- und Teenie-Chor gehören u. a. zu den Aktivitäten der Gemeinde.

## Weblink
- Kirche in Borgfeld

Koordinaten: 53° 7′ 34,6″ N, 8° 54′ 20,6″ O